# Gösting
Gösting är stadsdistrikt nummer 13 i staden Graz i förbundslandet Steiermark i Österrike. 